# Segunda piel
Segunda piel es una película española del año 1999 dirigida por Gerardo Vera. El guion está escrito por el propio Vera y Ángeles González Sinde.

## Trama
La película narra la historia de Alberto (Jordi Mollá), casado con Elena (Ariadna Gil). Ambos están juntos desde el instituto y tienen un hijo, pero su relación no pasa por sus mejores momentos. A la vez, Alberto mantiene una relación con Diego (Javier Bardem), un médico homosexual y desenfadado.
Elena descubre que Alberto le engaña, pero en principio no sabe que esa infidelidad es con otro hombre, hecho que después descubrirá y le causará profunda depresión y sobresalto. Este, a su vez, no sabe qué hacer: quiere a su mujer pero es incapaz de controlar sus sentimientos por Diego, vive ese estereotipado conflicto del casado con fuertes inclinaciones homo-eróticas. 
El final es trágico, pero también lleva un profundo mensaje de amor y tolerancia, cuando la traicionada esposa y el amante se alejan juntos y cercanos luego del funeral de Alberto. 
La cinta contiene escenas de alto contenido erótico.

## Reparto
| Intérprete         | Personaje |
| ------------------ | --------- |
| Javier Bardem      | Diego     |
| Jordi Mollà        | Alberto   |
| Ariadna Gil        | Elena     |
| Cecilia Roth       | Eva       |
| Mercedes Sampietro | Mª Elena  |
| Javier Albalá      | Rafael    |
| Adrián Sac         | Adrián    |
| Cristina Espinosa  | Ana Mari  |
| Pilar Castro       | Neus      |
| Ramiro Alonso      | Oriol     |
| Silvia Espigado    | Ingeniera |
| Carmen Grey        | Enfermera |
| Ángela Rosal       | Tomasa    |
| Luis B. Santiago   | Aitor     |
| Christian Queipo   | Luis      |
| Iván Mateos        | Iván      |
| Lucrecia           | Cantante  |

## Premios
- Fotogramas de Plata al mejor actor a Javier Bardem (2001)
- Premio Glitter a la mejor película (2002)

- Datos: Q2636032